# Blue Bell (Pennsylvania)
Blue Bell ist ein Census-designated place im Whitpain Township, Montgomery County im Südosten des US-Bundesstaates Pennsylvania. Das U.S. Census Bureau hat bei der Volkszählung 2020 eine Einwohnerzahl von 6.506 ermittelt.
Der 1840 nach einem gleichnamigen Inn von Pigeontown in Blue Bell unbenannte Ort ist 2005 auf Platz 14 der Liste der Lebenswertesten Orte der USA gekommen.
Der Informatik-Dienstleister Unisys hat seinen Sitz in Blue Bell.